# José Dames
José Dames (* 28. Oktober 1907 in Rosario; † 7. August 1994) war ein argentinischer Bandoneonist, Bandleader und Tangokomponist.

## Leben und Wirken
Dames begann seine professionelle Laufbahn als Musiker in verschiedenen Trio- und Quartettformationen, als Mitglied der Bandoneonsektion des Orchesters von Julián Divasto und der Gruppe des Bandoneonisten Carlos Tirigall. 1934 gründete er mit dem Pianisten Rolando Dodero das Las Dos D, mit dem er bei Radio Excelsior und bei La Voz del Aire auftrat, später die Gruppe José Dames y sus Paisanos, mit der Aufnahmen beim Label Philips entstanden. Ab 1940 spielte er u. a. in den Orchestern von Anselmo Aieta, Juan Canaro, Ricardo Pedevilla, Emilio Orlando, Rodolfo Biagi, Atilio Bruni und Francisco Rotundo und den Begleitorchestern der Sänger Roberto Rufino, Roberto Flores, Andrés Falgás, Héctor Palacios und Alba Solís. Daneben leitete er eigene Trioformationen; mit der letzten mit den Gitarristen Vicente Spina und José Sabino trat er 1957 bis Radio El Mundo auf. Seinen letzten Auftritt als Instrumentalist hatte er 1982 in Mario Ponce de Leóns Tangolokal La Farola in Buenos Aires.
Das Hauptinteresse Dames’ galt stets der Komposition. Vorrangig ab den 1940er Jahren komponierte er etwa 350 Stücke. Er arbeitete mit den bedeutendsten Tangodichtern seiner Zeit zusammen, darunter Homero Manzi, José María Contursi, Enrique Cadícamo, Cátulo Castillo, Horacio Sanguinetti und Julio Camilloni. Seine berühmtesten Tangos wurden Tú (mit Contursi), Fuimos (mit Manzi) und Nada (mit Sanguinetti). Letzterer wurde fast dreihundertmal von verschiedenen Interpreten aufgenommen. Dames ist auch Komponist eines kirchenmusikalischen Werkes: Nuestra Señora de Pompeya.

## Kompositionen
nach Texten von Horacio Sanguinetti
- Los despojos
- Tristeza marina
- Por unos ojos negros
- Milagroso
- Nada

nach Texten von José María Contursi
- Tú
- Fulgor
- Brindemos en silencio
- Mientras vuelve el amor

nach Texten von Julio Camilloni
- No era el amor
- Otra vez arlequín
- Canción del ángel
- La vida que te di

nach weiteren Autoren
- Fuimos (von Homero Manzi)
- No me importa su amor (von Enrique Cadícamo)
- Sin ti (von Abel Aznar)
- Tan lejos (von Marvil)
- Horizonte azul (von Héctor Marcó)
- La luna cae en San Telmo (von Juan B. Tiggi)
- Simplemente Laura (von Mario Ponce de León)

Instrumentalstücke
- El buscapié
- Muy picante
- De muy adentro (mit Héctor Artola)
- A bailarlo
- Alma y violín
- El cometa
- La coqueta
- Sencilla y briosa
- La luciérnaga
- La juguetona
- Chispeando
- Vayan abriendo cancha
- Repiqueteo de taquitos (mit Ernesto Baffa)
- Canción de primavera (Walzer)